# Барсуки (Новоржевский район)
Барсуки — деревня в Новоржевском районе Псковской области России. Входит в состав Выборской волости.

## География
Деревня находится в центральной части Псковской области, в зоне хвойно-широколиственных лесов, к западу от автодороги 58К-236, на расстоянии примерно 25 километров (по прямой) к северо-западу от города Новоржева, административного центра района. Абсолютная высота — 104 метра над уровнем моря.

### Климат
Климат характеризуется как умеренно континентальный, влажный. Среднегодовая температура воздуха — 4,6 °С. Средняя многолетняя температура самого холодного месяца (января) составляет −7,8 °С, средняя температура самого тёплого (июля) — +17,4°С. Продолжительность безморозного периода составляет около 135 дней. Среднегодовое количество осадков — 585 мм. Снежный покров держится в течение 110 дней.

### Часовой пояс
Деревня Барсуки, как и вся Псковская область, находится в часовой зоне МСК (московское время). Смещение применяемого времени относительно UTC составляет +3:00.

## История
История деревни Барсуки связана с дворянским родом Татищевых, владевшим поместьями и вотчинами в Выборском уезде со второй половины XVI века. В письменных источниках деревня известна под несколькими названиями: деревня Копытово, сельцо Копытово, Жирово-Копытово, Барсуково, Барсуки. Относилась к Крекшинской губе Выборского уезда Псковской земли, в губернский период — к Корешевской волости Островского уезда Псковской губернии.
Деревня Копытово упоминается в переписной книге 1678 года, как владение Якова Алексеевича Татищева (1628—1679), позже перешла к его племяннику — Василию Петровичу Татищеву (ум. 1680).
В 1681 году по Жалованной грамоте царя Федора Алексеевича, часть поместий В. П. Татищева в Крекшинской и Кузмодемьянской губах Выборского уезда была пожалована безземельному московскому жильцу Никите Алексеевичу Татищеву (? — 1706), отцу известного русского историка В. Н. Татищева (1686—1750). С этого времени деревня Копытово становится сельцом с помещичьей усадьбой. А в 1684 году царями Иваном и Петром Алексеевичами сельцо Копытово (Барсуково) с деревнями и пустошами пожаловано Н. А. Татищеву в вотчину. На основании данных новейших исследований, сельцо Копытово (Барсуково) считается наиболее вероятным местом рождения выдающегося государственного деятеля, всемирно известного ученого-энциклопедиста и основоположника русской исторической науки Василия Никитича Татищева. На территории деревни Барсуки сохранились следы усадьбы, принадлежавшей Василию Никитичу Татищеву и его потомкам до второго десятилетия XIX века.
Последний владелец выборского родового имения Василий Евграфович Татищев (1766—1827), внук историка В. Н. Татищева, в 1817 году продал усадьбу Барсуки с деревнями прославленному полководцу, генерал-фельдмаршалу, главнокомандующему 1-й Западной армией, князю Михаилу Богдановичу Барклаю де Толли (1761—1818). С 5 по 10 мая 1817 года М. Б. Барклай де Толли останавливался в усадьбе в сельце Барсуки.https://hraniteli-nasledia.com/articles/initsiativy/barsuki-zona-povyshennoy-memorialnosti/
С 1820 по 1839 год имением с усадьбой в сельце Барсуки владели Горяиновы. С 1839 года до начала XX века имение принадлежало Обольяниновым.
На месте усадьбы в деревне Барсуки расположены валунные фундаменты построек с остатками кирпичной кладки стен усадебного дома и котлованы. Частично сохранились объекты паркового искусства — заросший пруд и остатки липовой аллеи, расположенные восточнее фундаментов усадебных построек. В основании некоторых деревьев были обнаружены крупные правильной формы каменные остатки малых архитектурных форм.
По инициативе псковского историка М. В. Семенова, обнаружившего документы о ранее не известной усадьбе В. Н. Татищева на территории деревни Барсуки, приказом Комитета по охране объектов культурного наследия Псковской области от 06.08.2020 № 428 место усадьбы включено в перечень выявленных объектов культурного наследия, обладающих признаками объекта культурного наследия, «Достопримечательное место, связанное с жизнью В. Н. Татищева (1686—1750): место усадьбы в д. Барсуки (Новоржевский район, Выборская волость), XVII — начало XX в., расположенное по адресу: Псковская область, Новоржевский район, деревня Барсуки».https://hraniteli-nasledia.com/articles/initsiativy/rodina-tatishcheva-postavlena-pod-gosokhranu/ В сентябре 2021 года, на основании новых исследований, М. В. Семенов обратился в Комитет по охране объектов культурного наследия Псковской области с заявлением о внесении в приказ от 06.08.2020 г. № 428 сведений о генерал-фельдмаршале М. Б. Барклае де Толли.https://hraniteli-nasledia.com/articles/initsiativy/barsuki-zona-povyshennoy-memorialnosti/
До 2005 года населённый пункт входил в состав Вишлёвской волости.

## Население
| 2001 | 2002 | 2010 |
| ---- | ---- | ---- |
| 24   | ↗26  | ↘5   |

Согласно результатам переписи 2002 года, в национальной структуре населения русские составляли 100 %.